# نیکلای استروئوموف
نیکلای پتروویچ استروئوموف (به روسی: Николай Петрович Остроумов) (زادهٔ ۱۵ نوامبر ۱۸۴۶- مرگ ۱۷ نوامبر ۱۹۳۰ میلادی) خاورشناس، مردم‌شناس و متخصص آموزش ترکستان و اهل امپراتوری روسیه بود. 
استروئوموف در مدرسه دینی کازان و در محضر نیکلای ایلمینسکی عربی و زبان‌های ترکی را فراگرفته بود و به‌خوبی با دین اسلام آشنا شده بود. 